# Olivia Abderrhamanne
Olivia Abderrhamanne (née le 2 août 1979 à Sarcelles) est une athlète française, spécialiste du 400 mètres haies.

## Biographie
Elle est sacrée championne de France du 400 mètres haies en 2000 à Nice.